# Vergelijking van Freundlich
De vergelijking van Freundlich of de adsorptie-isotherm van Freundlich is een isotherme adsorptiecurve waarmee een verband wordt gelegd tussen de concentratie van een opgeloste stof op het oppervlak van een adsorbens en de concentratie van de oplossing waarmee dit adsorptie-oppervlak in contact staat. Het geeft met andere woorden de beladenheid van een adsorptie-oppervlak weer. De vergelijking werd vernoemd naar Freundlich, die in 1909 een empirisch verband legde tussen de isotherme variatie van een hoeveelheid geadsorbeerd gas en de druk van het gas. Een vergelijkbaar verband is de adsorptie-isotherm van Langmuir.

## Wiskundige voorstelling
De adsorptie-isotherm kan wiskundig worden uitgedrukt als:
{\displaystyle {\frac {x}{m}}=Kp^{\frac {1}{n}}}
Of in logaritmische vorm:
{\displaystyle \log \left({\frac {x}{m}}\right)=\log(K)+{\frac {1}{n}}\log(p)}
Hierbij is:
- x de massa van de geadsorbeerde stof
- m de massa van het adsorbens
- p de evenwichtsdruk van een geadsorbeerd gas

K en n zijn constanten die eigen zijn aan het adsorbens en de temperatuur. Bij hoge druk wordt 1/n gelijk aan 0, zodat de adsorptie onafhankelijk is van de druk.
Voor oplossingen kan de vergelijking worden herschreven als (met c de evenwichtsconcentratie opgeloste stof):
{\displaystyle {\frac {x}{m}}=Kc^{\frac {1}{n}}}